# FC St. Gallen Frauen
Die FC St. Gallen Frauen sind seit 2022 die Frauenfussball-Abteilung des FC St. Gallen. Zuvor spielten sie fünf Jahre lang unter dem Namen FC St. Gallen-Staad, welcher 2017 durch die Fusion der Frauenfussball-Abteilungen des FC St. Gallen und des FC Staad entstanden war.

## Geschichte

### Vorgeschichte und Fusion
Die Damenabteilung des FC Staad existierte bereits seit 1992. 2001 gelang dieser erstmals der Aufstieg in die Nationalliga A. Nach zwei weiteren Ab- und den Wiederaufstiegen 2003 und 2009 rutschte die Mannschaft 2017 erneut in die Nationalliga B ab. Die Frauen des FC St. Gallen waren bereits 2016 in die NLB abgestiegen.
Da mit dem Abstieg der Frauen des FC Staad kein Ostschweizer Team mehr in der höchsten Spielklasse des Schweizer Frauenfussballs vertreten war, beschlossen die beiden Vereine, die Kräfte zu bündeln und ihre Frauenabteilungen zusammenzuführen. Am 10. Juli 2017 wurde das erste gemeinsame Training aufgenommen. Dieser Zusammenschluss, welchem im Nachwuchs bereits eine gewisse Kooperation vorangegangen war, betraf auch die Teams der U19, U17 und U15, welche seither alle unter dem Namen FC St. Gallen-Staad antraten.

### FC St. Gallen-Staad (2017–2022)

#### Saison 2017/18 (Nationalliga B)
In seiner ersten Saison 2017/18 landete der FC St. Gallen-Staad auf dem dritten Platz und verpasste damit den Aufstieg.

#### Saison 2018/19 (Nationalliga B)
In die Saison 2018/19 startete der Verein mit Cheftrainer Federico D’Aloia und stieg schliesslich in die NLA auf. Im Schweizer Cup erreichte er das Halbfinale.

#### Saison 2019/20 (Nationalliga A)
Marco Zwyssig löste D'Aloia als Cheftrainer ab. Die Saison 2019/20 wurde aufgrund der Corona-Pandemie abgebrochen und nicht gewertet. Der FC St. Gallen-Staad stand nach 16 Runden mit 11 Punkten auf dem 7. Platz.

#### Saison 2020/21 (Women’s Super League)
Vor der neuen Saison wurde die Zusammenarbeit zwischen dem FC St. Gallen und dem FC Staad bis 2023 verlängert.
Am 13. August 2020 gewann St. Gallen-Staad das von SRF2 live übertragene Saisoneröffnungsspiel der neu gegründeten Women’s Super League im Kybunpark gegen GC mit 2:0. Es war das erste Spiel der höchsten Spielklasse im Schweizer Frauenfussball, das von SRF Sport je gezeigt wurde.
Im Februar 2021 wurde die erste Mannschaft aus dem Nachwuchsförderprogramm herausgelöst und in den FC St. Gallen 1879 integriert.
Im Cup erreichte die Mannschaft das Achtelfinale, wo sie zu Hause gegen Basel ausschied.
Die Saison beendete die Mannschaft mit 26 Punkten aus 28 Spielen auf dem 7. Tabellenplatz. Toptorjägerin mit 15 Treffern war Ardita Iseni, die wegen einer Verletzung nur 17 Spiele absolvierte. Mit einem Altersdurchschnitt von gut 20 Jahren am Ende der Saison verfügte der FC St. Gallen-Staad über den jüngsten Kader der Liga.

#### Saison 2021/22 (Women’s Super League)
Wie im März 2021 angekündigt ersetzte Marisa Wunderlin zu Beginn der neuen Spielzeit Marco Zwyssig als Cheftrainer. Erstmals war auf den Trikots nur noch das Logo des FC St. Gallen abgebildet.
Im Cup qualifizierte sich der FC St. Gallen-Staad dank einem Auswärtssieg gegen die YB Frauen für das Viertelfinale, wo er zu Hause im Elfmeterschiessen gegen den FC Yverdon Féminin ausschied.
Am Ende der 18 Meisterschaftsrunden belegte die Mannschaft mit 35 Punkten den 5. Tabellenplatz. In den neu eingeführten Playoffs scheiterte der FC St. Gallen-Staad in den beiden Viertelfinalspielen am Frauenteam des FC Basel. Nach den beiden siegreichen Platzierungsspielen gegen Aarau beendete er die Spielzeit auf dem 5. Platz. Mit 11 Toren war Valeria Iseli die erfolgreichste Schützin.

### Geschichte seit 2022

#### Saison 2022/23 (Women’s Super League)
In der Sommerpause 2022 gab der FC St. Gallen bekannt, dass der Name der ersten Frauenequipe sowie der Juniorinnenteams U19, U17 und U15 auf die neue Saison hin angepasst würde. Sie alle spielen seither unter dem Namen FC St.Gallen 1879 und nicht mehr als FC St.Gallen-Staad.
Nach Siegen gegen Staad, Aarau und Luzern stiess die Mannschaft im Cup ins Finale vor. Dieses ging gegen Servette FC Chênois Féminin mit 0:1 verloren.
Die Mannschaft ging mit 29 Punkten vom 4. Platz aus in die Playoffs. Dank zwei Siegen gegen die YB Frauen erreichte sie die Halbfinals. Dort scheiterte sie wie bereits im Cupfinal an Servette mit einer Gesamtscore von 3:4 und beendete die Saison auf dem 4. Tabellenplatz. Eva Bachmann erzielte 9 Treffer und war von den FC St. Gallen Frauen die erfolgreichste Torschützin in der Liga. Yael Aeberhard traf in der Liga siebenmal und war ab dem Cupachtelfinal fünfmal erfolgreich, Bachmann viermal.

#### Saison 2023/24 (Women’s Super League)
Zur neuen Spielzeit hin verliessen mit sieben Spielerinnen relativ viele die erste Mannschaft.

## Spielstätten
Die Heimspiele finden von Frühling bis Herbst im Espenmoos statt.
Im Winter wurden sie bis 2020 auf dem Fussballplatz Bützel in Staad ausgetragen, wo der Kunstrasen und das Bodenseeklima auch ein Spielen in der kalten Jahreszeit ermöglichen. In den Saisons 2020/21 und 2021/22 wurde von November bis Anfang April auf der Sportanlage Gründenmoos in der Nähe des Kybunparks gespielt. Anfang 2023 fanden die Heimspiele in der Lidl Arena in Wil statt.
Weiter findet seit dem Sommer 2020 jeweils ein Spiel pro Saison im Kybunpark, dem Heimstadion der Herren, statt.
Am 1. Oktober 2022 trugen die FC St. Gallen Frauen das Heimspiel gegen Zürich ausnahmsweise wieder auf dem Sportplatz Bützel in Staad aus, da der Rasen auf dem Espenmoos wetterbedingt nicht bespielbar war.

## Zuschauer
Je nach Ort, Wochentag, Tages- und Jahreszeit ziehen die Heimspiele der FC St. Gallen Frauen sehr unterschiedlich viele Leute an. Mit Abstand am meisten Besucher (durchschnittlich knapp 1000) gehen an die Partien im Kybunpark.
Seit der Saison 2020/21 werden die Zuschauerzahlen auf der AWSL-Homepage erfasst:
| Saison      | 2020/21 | 2021/22 | 2022/23 | 2023/24 |
| AWSL        | 123*    | 190     | 325     | 386     |
| Cup         | 0*      | 100     | 1791    | -       |
| Espenmoos** | 145     | 185     | 371     | 329     |

* Aufgrund der Corona-Pandemie fanden einige Spiele ohne Publikum statt.
** Spiele im Stadion Espenmoos ohne Publikumsverbot
Stand 7. Oktober 2023

## Medienpräsenz

### Liga und Fernsehen
Sämtliche Heim- und Auswärtsspiele der Women’s Super League werden seit der Saison 2020/21 auf der offiziellen Internetseite der Liga live übertragen. Ausserdem sind von jeder Partie die Höhepunkte in einer Mediathek abrufbar. Ebenfalls seit der Saison 2020/21 überträgt das Schweizer Fernsehen regelmässig Ligaspiele live, darunter auch jährlich ein oder zwei Heimspiele der FC St. Gallen Frauen.

### FC St. Gallen

#### Radio
Im Mai 2021 übertrug der FC St. Gallen im vereinseigenen Liveradio zwei Spiele des Frauenteams. Am 17. Juli 2021 lancierte der Verein den Internet-Radiosender FCSG.FM. Dort werden unter anderem Beiträge über die Frauenmannschaft gesendet. So wird etwa vor und nach jedem Spiel jeweils ein mehrminütiger Bericht mit Kommentaren der Spielerinnen ausgestrahlt.

#### Weitere Internetpräsenz
Auf der Homepage und in den sozialen Medien werden regelmässig Berichte und Bilder über das Frauenteam veröffentlicht.

## Erfolge

### FC St. Gallen Frauen (seit 2022)
- Finale Cup: 2022/2023
- Höchste Platzierung (4. Rang): 2022/2023
- Höchster Sieg in der AWSL (6:0 gegen Yverdon): März 2023

### FC St. Gallen-Staad (2017–2022)
- Aufstieg in die NLA: 2018/2019
- Halbfinale Cup: 2018/2019
- Höchste Platzierung (5. Rang): 2021/2022
- Höchster Sieg in der AWSL (10:0 gegen Lugano): Oktober 2020

### FC St. Gallen (bis 2017)
- 8. Rang: 2010/2011, 2011/2012, 2012/2013, 2013/2014, 2014/2015

### FC Staad (bis 2017)
- 3. Rang: 2011/2012

## Teams
- 1. Mannschaft: Women's Super League
- U19[53]
- U17[54]
- U15[55]